# Río de Parras
Rio de Parras, también llamada Otzumatlán, es una localidad del municipio de Queréndaro, en el estado mexicano de Michoacán.

## Historia
En épocas coloniales la zona pertenecía al Colegio de Valladolid de la Nueva España (actual Morelia), dependiente de la Compañía de Jesús, que explotaba los recursos mineros del lugar.
En 1936, ya establecido legalmente el municipio de Queréndaro, la entonces conocida como «Colonia de Río Parras» o de «Otzumatlán» es elevada a la categoría de tenencia, dentro del municipio, con jurisdicción sobre los pequeños asentamientos rurales (ranchos) circundantes.No confundir con Real de Otzumatlán.

## Geografía
Río de Parras está ubicada en las coordenadas 19°46′27″N 100°51′58″O / 19.774167, -100.866111, a una distancia de 4.9 km de la ciudad de Queréndaro, cabecera del municipio, y a una altitud de 2074 m s. n. m.

## Demografía
Según los datos registrados en el censo de 2020, la localidad cuenta con 637 habitantes lo que representa un crecimiento promedio de 0.66% anual en el período 2010-2020 sobre la base de los 597 habitantes registrados en el censo anterior. Ocupa una superficie aproximada de 0.35 km², lo que determina al año 2020 una densidad de 1821 hab/km².
| Gráfica de evolución demográfica de Río de Parras entre 2000 y 2020 |
|                                                                     |
| Fuente: Instituto Nacional de Estadística Geografía e Informática   |

La población de Río de Parras está mayoritariamente alfabetizada, (3.77% de personas mayores de 15 años analfabetas, según relevamiento del año 2020), con un grado de escolaridad en torno a los 7 años. 

El 95.9% de los habitantes de Río de Parras profesa la religión católica.
En el año 2010 estaba clasificada como una localidad de grado bajo de vulnerabilidad social. Según el relevamiento realizado, 304 personas de 15 años o más no habían completado la educación básica, —carencia conocida como rezago educativo—, y 266 personas no disponían de acceso a la salud.

## Economía
Una de las actividades principales de la localidad es la elaboración de mezcal. En 2019 se inauguró la llamada Ruta del Mezcal, un recorrido entre Río de Parras y la cercana localidad de Real de Otzumatlán, que tiene como objetivo promover el conocimiento y fomentar la producción artesanal, en sus distintas etapas, desarrollada en la zona.